# Dagmar Manzel
Dagmar Manzel, född 1 september 1958 i Berlin (öst), är en tysk skådespelerska.

## Utmärkelser
Manzel har bland annat vunnit Tyska filmpriset för bästa kvinnliga birollsinnehavare 2012.

## Roller i urval
- 1986 – So viele Träume
- 1988, 1995 – Polizeiruf 110 (TV-serie) (2 avsnitt)
- 1992 – Schtonk!
- 1995 – Nach fünf im Urwald
- 2000 – Crazy
- 2007 – Frei nach Plan
- 2009 – John Rabe
- 2011 – Die Unsichtbare
- 2015–2024 – Tatort (TV-serie) (9 avsnitt)